# جوستینا آبا
جوستینا آبا (  ۱۹۰۳ – ۲۴ سپتامبر ۱۹۷۴) پارتیزان ایتالیایی و کرواتی، ضد فاشیست و کارگر بود.

## زندگی‌نامه
جوستینا آبا، یک فمینیست و کارگر کارخانه تنباکو در رووینج/روویگنو، اولین زنی بود که به همراه پدر و پسرش که از ازدواج با همسرش جیووانی به دنیا آمد، به جنبش پارتیزانی در ایستریا پیوست.
در سال ۱۹۴۲ جوستینا آبا، که در آن سال به حزب کمونیست زیرزمینی پیوسته بود، به همراه سایر کارگران زن، اعتصاب موفقی را «علیه گرسنگی و جنگ» ترتیب داد. شبه نظامیان فاشیست و کارابینیرها وارد عمل شدند و تظاهرات را سرکوب کردند و جوستینا و رفقای او را دستگیر کردند. او بعد از آزادی به یکی از بنیانگذاران جنبش آزادیبخش مردمی رووینج تبدیل شد. پس از جنگ جهانی دوم تا زمان مرگش در جبهه زنان ضد فاشیست رووینج فعال بود. پسرش افسر گردان پارتیزان پینو بودیسین بود.